# Bùi Văn Sơn
Bùi Văn Sơn (sinh năm 1959) là Thiếu tướng Công an nhân dân Việt Nam. Ông nguyên là Bí thư Đảng ủy, Giám đốc Công an tỉnh Lâm Đồng.

## Tiểu sử
Bùi Văn Sơn sinh ra và lớn lên tại vùng quê nghèo thuộc xã Gia Trung, huyện Gia Viễn, tỉnh Ninh Bình.
Năm 1981, sau khi tốt nghiệp Trường Trung cấp Công an nhân dân, ông là một chiến sĩ công an trẻ được phân công công tác ở tỉnh Lâm Đồng, một tỉnh Tây Nguyên.
Năm 2004, ông là Trưởng phòng An ninh xã hội, Bí thư chi bộ.
Tháng 8 năm 2010, Bùi Văn Sơn được Bộ Công an bổ nhiệm giữ chức vụ Phó Giám đốc Công an tỉnh Lâm Đồng, phụ trách công tác An ninh.
Kể từ ngày 1 tháng 6 năm 2014, Đại tá Bùi Văn Sơn, Phó Giám đốc Công an tỉnh Lâm Đồng được Bộ trưởng Bộ Công an Việt Nam bổ nhiệm giữ chức vụ Giám đốc Công an tỉnh Lâm Đồng thời hạn 5 năm (Quyết định số 2688/QĐ/BCA (X11)) thay đại tá Nguyễn Đức Hiệp nghỉ hưu.
Tháng 12 năm 2014, Bùi Văn Sơn là Thiếu tướng Công an nhân dân Việt Nam, Giám đốc Công an tỉnh Lâm Đồng.
Ngày 8-7-2019, tại trụ sở Công an tỉnh Lâm Đồng, Thượng tướng Nguyễn Văn Thành - Ủy viên Trung ương Đảng, Thứ trưởng Bộ Công an, thay mặt Đảng ủy Công an Trung ương, đến dự và chỉ đạo lễ công bố quyết định về việc nghỉ công tác chờ hưởng chế độ hưu trí đối với Thiếu tướng Bùi Văn Sơn.

## Phong tặng

### Huân chương, huy chương, danh hiệu
- Danh hiệu Chiến sĩ thi đua toàn lực lượng Công an nhân dân (năm 2010)[1]
- Bằng khen đột xuất của Thủ tướng Chính phủ do có Thành tích tham gia đấu tranh Chuyên đề đảm bảo An ninh Tây Nguyên[1]
- Huân chương Bảo vệ Tổ quốc hạng Ba (năm 2011)[1]
- Bằng khen của Thủ tướng Chính phủ về thành tích đấu tranh phòng, chống tội phạm (năm 2012)[1]
- Bằng khen của Bộ Công an về thành tích đấu tranh phòng, chống tội phạm (năm 2012)[1]
- Danh hiệu Chiến sĩ thi đua toàn lực lượng Công an nhân dân (lần 2) (năm 2013)[1]
- Huân chương Quân công hạng Ba (Chủ tịch nước Việt Nam trao tặng vào năm 2014)[1]

### Lịch sử thụ phong quân hàm
- Thiếu tướng (2014)